# Chicago Bears 1927
La stagione 1926 dei Chicago Bears è stata la ottava della franchigia nella National Football League. La squadra non riuscì a migliorare il record della stagione precedente, scendendo a 9-3-2 e classificandosi terza. Paddy Driscoll, William Senn e Joey Sternaman furono ancora le stelle dei Bears. Driscoll corse 5 touchdown e ne passò altri 4; Senn segnò 3 volte su corsa e 2 su ricezione e Sternaman segnò un touchdown su passaggio, uno su corsa e uno su ricezione. Il proprietario e allenatore George Halas continuò a giocare bene, segnando egli stesso 3 touchdown, 2 dei quali in difesa.

## Calendario
| Stagione regolare |                             |                        |           |           |        |
| Data              | Avversario                  | Stadio                 | Risultato | Punteggio | Record |
| 25 settembre      | at Chicago Cardinals        | Normal Park            | V         | 9–0       | 1–0    |
| 2 ottobre         | at Green Bay Packers        | Green Bay City Stadium | V         | 7–6       | 2–0    |
| 16 ottobre        | New York Yankees            | Wrigley Field          | V         | 12–0      | 3–0    |
| 23 ottobre        | Cleveland Bulldogs          | Wrigley Field          | V         | 14–12     | 4–0    |
| 30 ottobre        | Dayton Triangles            | Wrigley Field          | V         | 14–6      | 5–0    |
| 6 novembre        | Providence Steam Roller     | Wrigley Field          | P         | 0–0       | 5–0–1  |
| 8 novembre        | at New York Yankees         | Yankee Stadium         | S         | 6–26      | 5–1–1  |
| 13 novembre       | Pottsville Maroons          | Wrigley Field          | V         | 30–12     | 6–1–1  |
| 20 novembre       | Green Bay Packers           | Wrigley Field          | V         | 14–6      | 7–1–1  |
| 24 novembre       | Chicago Cardinals           | Wrigley Field          | S         | 3–0       | 7–2–1  |
| 27 novembre       | at New York Giants          | Polo Grounds           | S         | 13–7      | 7–3–1  |
| 3 dicembre        | at Frankford Yellow Jackets | Shibe Park             | P         | 0–0       | 7–3–2  |
| 4 dicembre        | Frankford Yellow Jackets    | Wrigley Field          | V         | 9–0       | 8–3–2  |
| 11 dicembre       | Duluth Eskimos              | Wrigley Field          | V         | 27–14     | 9–3–2  |

## Futuri Hall of Famer
- Paddy Driscoll, back
- George Halas, end
- Ed Healey, tackle
- Link Lyman, tackle
- George Trafton, centro